# Dry County
Dry County is een nummer van de Amerikaanse rockband Bon Jovi uit 1994. Het is de zesde en laatste single van hun vijfde studioalbum Keep the Faith.
Met een duur van 9 minuten en 52 seconden, is "Dry County" het langste nummer dat Bon Jovi tot dan toe heeft uitgebracht. De radioversie van het nummer is echter korter en duurt ruim 6 minuten. "Dry County" is een hardrockballad die gaat over de achteruitgang van de Amerikaanse olie-industrie, en het effect daarvan op de degenen die ervoor werken.
Het nummer werd geen hit in de Verenigde Staten, wel in een aantal Europese landen en Australië. Op de Europese MTV kreeg de videoclip, waarin de bandleden in de woestijn spelen, veel airplay. In de Nederlandse Top 40 haalde het een bescheiden 22e positie. In Vlaanderen wist het nummer geen hitlijsten te behalen.